# Готичне мистецтво
Го́тика (італ. gotico, від назви германського племені готів), готичний стиль — художній стиль середньовічної культури країн Західної Європи (між серединами XII і XVI століть). Термін «готика» запроваджений у добу Відродження як зневажливе позначення всього середньовічного мистецтва, що вважалося «варварським».

## Історія та походження

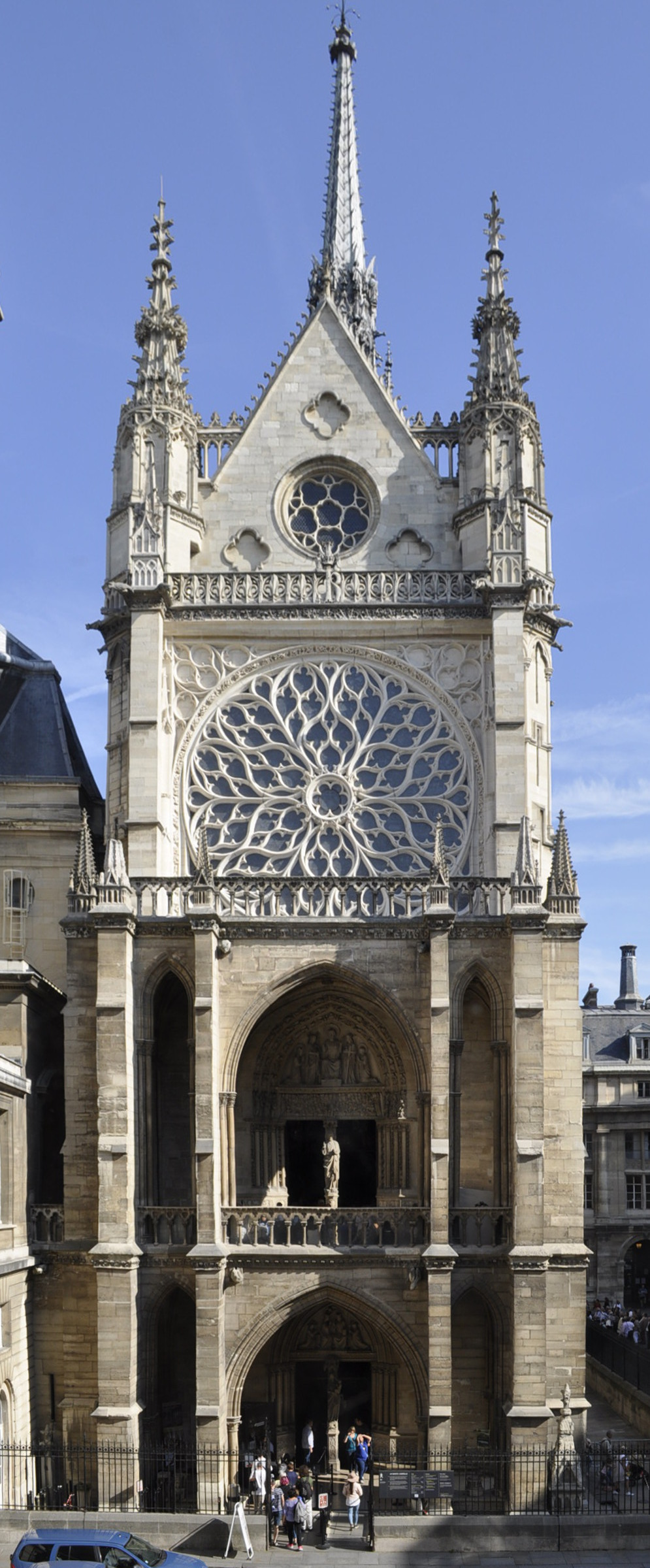
Сент-Шапель, Париж — одна з ранніх готичних споруд

Готика зародилася у північній частині Франції (Іль-де-Франс) у середині ХІІ століття і досягла розквіту в першій половині ХІІІ ст. Первісна назва готичної архітектури — Opus Francigenum. Термін «готика» — пізнього походження, але саме він закріпився в літературі і мистецтвознавстві.
Готика розвивалася в країнах, де панувала католицька церква, і під її егідою феодально-церковні основи зберігалися в ідеології та культурі епохи готики. Готичне мистецтво залишалося переважно культовим за призначенням і релігійним за тематикою: воно було співвіднесено з вічністю, з «вищими» ірраціональними силами.
З початку XIX ст., коли для мистецтва X–XII століття був прийнятий термін романський стиль, були обмежені хронологічні рамки готики, у ній виділили ранню, зрілу (високу) і пізню фази.
Від романського стилю готика успадкувала верховенство архітектури в системі мистецтв і традиційні типи споруд. Особливе місце в мистецтві готики займав собор — вищий зразок синтезу архітектури, скульптури і живопису (вітражів). Незрівнянний з людиною простір собору, вертикалізм його веж і склепінь, підпорядкування скульптури динамічним архітектурним ритмам, багатобарвне сяйво вітражів робили сильний емоційний вплив на віруючих.
Розвиток мистецтва готики відбивав і кардинальні зміни в структурі середньовічного суспільства: початок формування централізованих держав, ріст і зміцнення міст, висування світських сил — міських, торговельних і ремісничих, а також придворно-лицарських кіл. В міру розвитку суспільної свідомості, ремесла і техніки слабнули підвалини середньовічного релігійно-догматичного світогляду, розширювалися можливості пізнання й естетичного осмислення реального світу; складалися нові архітектурні типи і тектонічні системи. Інтенсивно розвивалися містобудування і цивільна архітектура. Міські архітектурні ансамблі включали культові і світські будинки, замки, укріплення, мости, колодязі. Головна міська площа часто оббудовувалася спорудами з аркадами, торговельними і складськими приміщеннями на нижніх поверхах. Від площі розходилися головні вулиці; вузькі фасади 2-, рідше 3-поверхових будинків з високими фронтонами вибудовувалися вздовж вулиць і набережних. Міста оточувалися могутніми стінами з багато прикрашеними в'їзними вежами. Замки королів і феодалів поступово перетворювалися на складні комплекси фортечних, палацових і культових споруд. Зазвичай у центрі міста, пануючи над його забудовою, знаходився замок або собор, останній ставав також осередком міського життя.

### Готика і «чорна смерть»

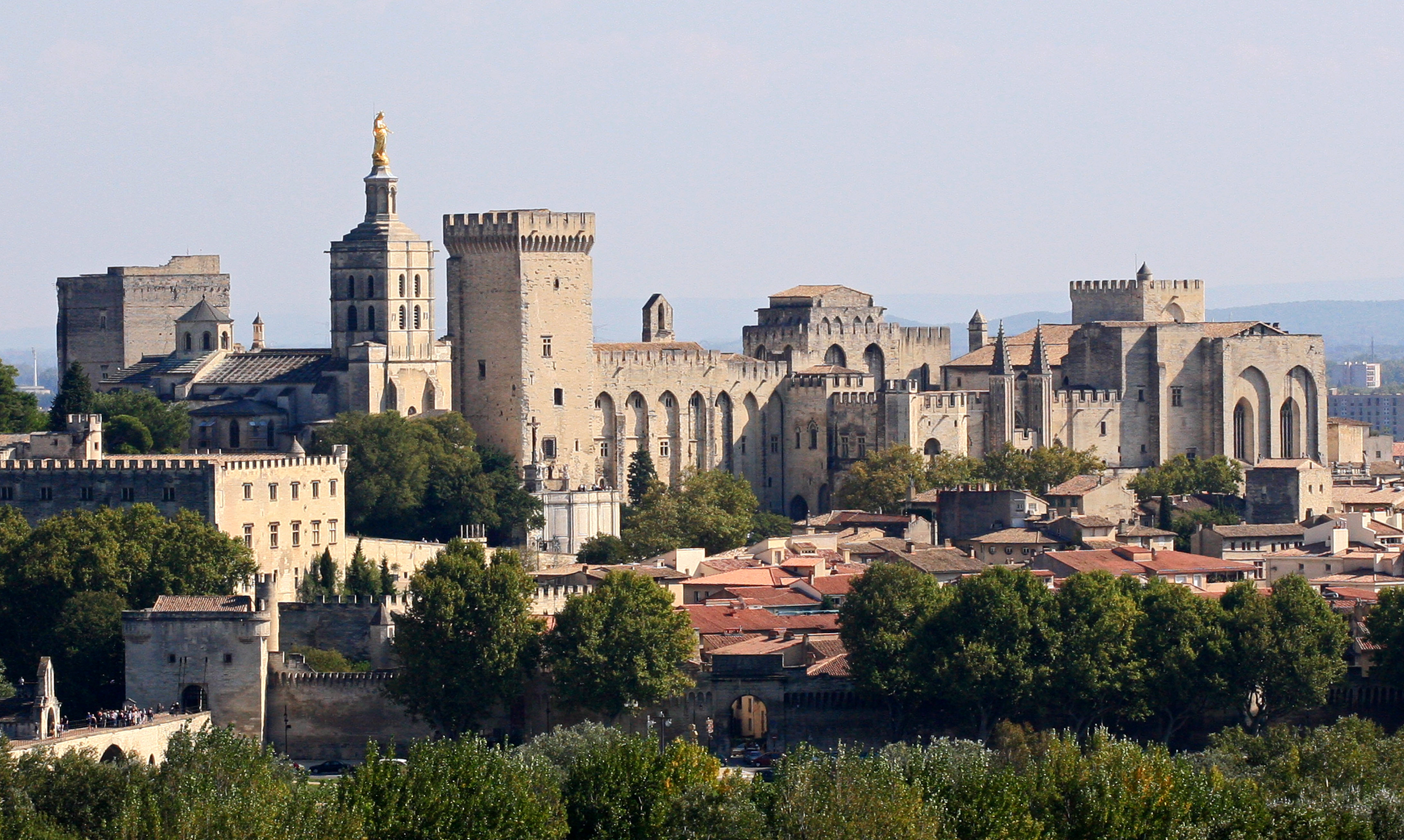
Авіньйон, готична резиденція папи римського.

Хронологія поширення пандемії в Європі

Серед загрозливих, небезпечних умов розвитку готики стало співіснування з «чорною смертю», пандемією чуми, що охопила Західну Європу, також Азію і Африку. «Чорна смерть» спустошувала Північне Причорномор'я, Балкани, Італію, Іспанію, Францію, Нідерланди, в середині XIV століття перекинулася на Британію.
Доба готики відрізнялася релігійною налаштованістю і підвищеною духовністю. «Чорна смерть», навпаки, привнесла хаос і в релігійне, і в соціальне життя. Перелякані духовні пастирі могли запропонувати лише молитви і каяття за гріхи. На хвилі масових смертей виникли дикі практики каяття на кшталт флагелантів і ретельні пошуки винних. Католики підозріло ставилися до хворих флагелантів, що били себе батогами і вештались з одного міста до другого, теж розносячи хворобу. Але стримувати напівбожевільних вірян скоро нема кому стало, бо хвороба прийшла в церкви і монастирі, викосивши і священство. Переляканий папа Климент VI навіть відмовився від спілкування і годинами сидів по-між двох запалених камінів, що знешкоджували повітря, коли захворів і його приватний лікар Гі де Шоліак. Місто Авіньйон, тодішня резиденція папи, стала спустошеним містом.
Ще до початку епідемії періодами спалахували єврейські погроми. Євреї — єдині в християнській Європі, кому було дозволено займатися грошовими операціями і давати гроші під відсотки. Християнська церква вважали подібну практику смертельним гріхом для християн і дозволеною євреям, представникам юдаїзму, нехристиянам. Європейськими містами покотилася хвиля арештів євреїв, їх катуваннями і спаленнями. Масові смерті примусили відвести під цвинтарі нові висвячені земельні ділянки. Коли смертність досягла найвищого щаблю, папа римський Климент VI висвятив навіть річку Рона, куди масово скидали трупи померлих.
Європа зазнала бунтівних настроїв і падіння моралі, бо живі, налякані епідемією, вважали, що церква їх зрадила. Три роки епідемії 1348–1350 рр. доби готики розвиненого періоду забрали 20–25 млн людських життів.

## Сприйняття і вплив готики
Готика зазнала значного критичного переосмислення в епоху Відродження. Провідні діячі італійського Ренесансу, зокрема такі як Рафаель та Вазарі пов'язували її із періодом панування варварів та спотворення ними законів краси та добра у архітектурі, проявом дикого свавілля, яке протистоїть прагненню до правди. У листі до папи Лева Х 1519 року, Рафаель пов'язує виникнення цього стилю із епохою панування готів, що стало приводом для закріплення за ним назви «готика» — як зневажливої асоціації із варварством та чужоземним пануванням. Однак, у Центральній та Східній Європі готичні споруди будувалися аж до XVII століття, а потім готичні архітектурні принципи частково вплелися в сформований у Центральній Європі варіант архітектури бароко.
Ставлення до жодного з художніх стилів минулого не було таке мінливе, як до готики. Починаючи з епохи Ренесансу, готика сприймалася як символ всього темного та відсталого. Готичне мистецтво здавалося штучним, відірваним від природи. Так, Джорджо Вазарі писав:

У цих будівлях, яких так багато, що світ ними зачумлене, двері прикрашені колонами тонкими і скрученими на зразок гвинта, які ніяк не можуть нести навантаження, який би легкої вона не була. Так само на всіх фасадах та інших прикрасах вони ставили казна-які табернаклішкі один на інший зі стількома пірамідами, шпилями і листям, що вони не тільки встояти не можуть, але здається неймовірним, щоб вони могли що-небудь нести, і такий у них вигляд, ніби вони з паперу, а не з каменю або мармуру. І в роботах цих влаштовували вони стільки виступів, розривів, консолей і завитків, що позбавляли свої речі будь-якої пропорційності, і часто, нагромаджуючи одне на інше, вони досягали такої висоти, що верх двері стосувався у них даху. Манера ця була винайдена готами, бо після того, як були зруйновані стародавні споруди і війни погубили і архітекторів, то що залишилися в живих стали будувати в цій манері, виводячи склепіння на стрілчастих арках і заповнюючи всю Італію казна якими спорудами, а оскільки таких більше не будують, то і манера їх зовсім вийшла з ужитку. Боронь боже будь-яку країну від однієї думки про роботи подібного роду, настільки безформних порівняно з красою наших будівель, що й не заслуговують того, щоб говорити про них більше, ніж сказано.

Але вже в XVII ст., На противагу думці Мольєра про готичних соборах як «чудовиськ», «сліди неосвічених років», Вінсен Саблон висловлює зовсім іншу точку зору в своїй поемі про Шартрський собор, оспівуючи в ній творчість готичних архітекторів.

## Стиль готики

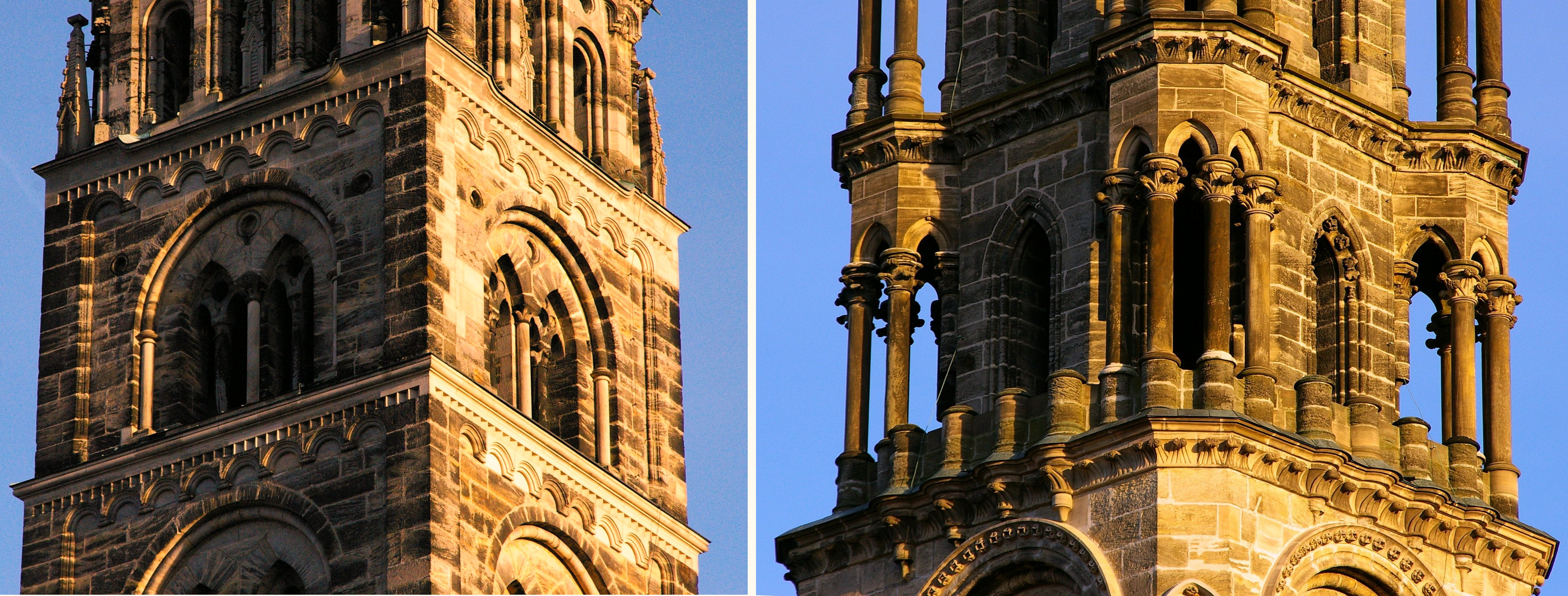
Романська та готична башта, Бамберзький собор

Готичний художній стиль визначився у своїх типових рисах під час розвитку західноєвропейської середньовічної художньої культури. Беручи початок в середині XII ст. у північних та центральних областях Франції на теренах Іль-де-Франсу, він отримав загальноєвропейське поширення і пройшов ряд самостійних етапів еволюції та національних версій.
Розквіт середньовічної художньої культури виник на базі інтенсивного соціального руху широких народних мас, які викликали ще задовго до формування мистецтва могутні ідеологічні течії. Художня культура сягає корінням безпосередньо до самодіяльної практики соціального низу. Таким чином, прагнення особистості на увагу до себе підготувало основу для появи нових форм та способів самовираження у художній культурі.
Зі зростанням чисельності міст та піднесенням ролі, яку вони відігравали, зростала потреба в нових формах організації праці. Ремісники у містах об‘єднувалися в союзи та цехи. Зміцнення міських ремесел сприяло формуванню міської культури.
В багатьох містах на базі церковних шкіл виникали університети як нові форми культурно-просвітницьких установ. Вони сприяли розвитку освіченості та поступово змінювали мислення середньовічної людини. Посилюється дух раціоналізму, дух допитливості, встановлюється тенденція до дослідження нового. Зростала індивідуалізація світовідчуття кожної особистості. Поступово університети перетворилися на своєрідні інтелектуальні центри. На зміну романському мистецтву прийшла готика. Синонімом варварства назвали історики Відродження середньовічне мистецтво. На відміну від романського, готичне мистецтво пропагує інтерес до людських почуттів, звертається до краси від реального світу, повертається до індивідуальності. Готичне мистецтво є символом квітучих торговельних і ремісничих міст-комун, що домоглися популярності й самостійності всередині феодального світу. Грандіозні готичні собори вирізнялися висотою, місткістю, ошатністю, видовищним і багатим декором. Для готичного стилю характерні гострі споруди зі стрілчастими склепіннями, великою кількістю кам'яного різьблення і скульптурних прикрас.

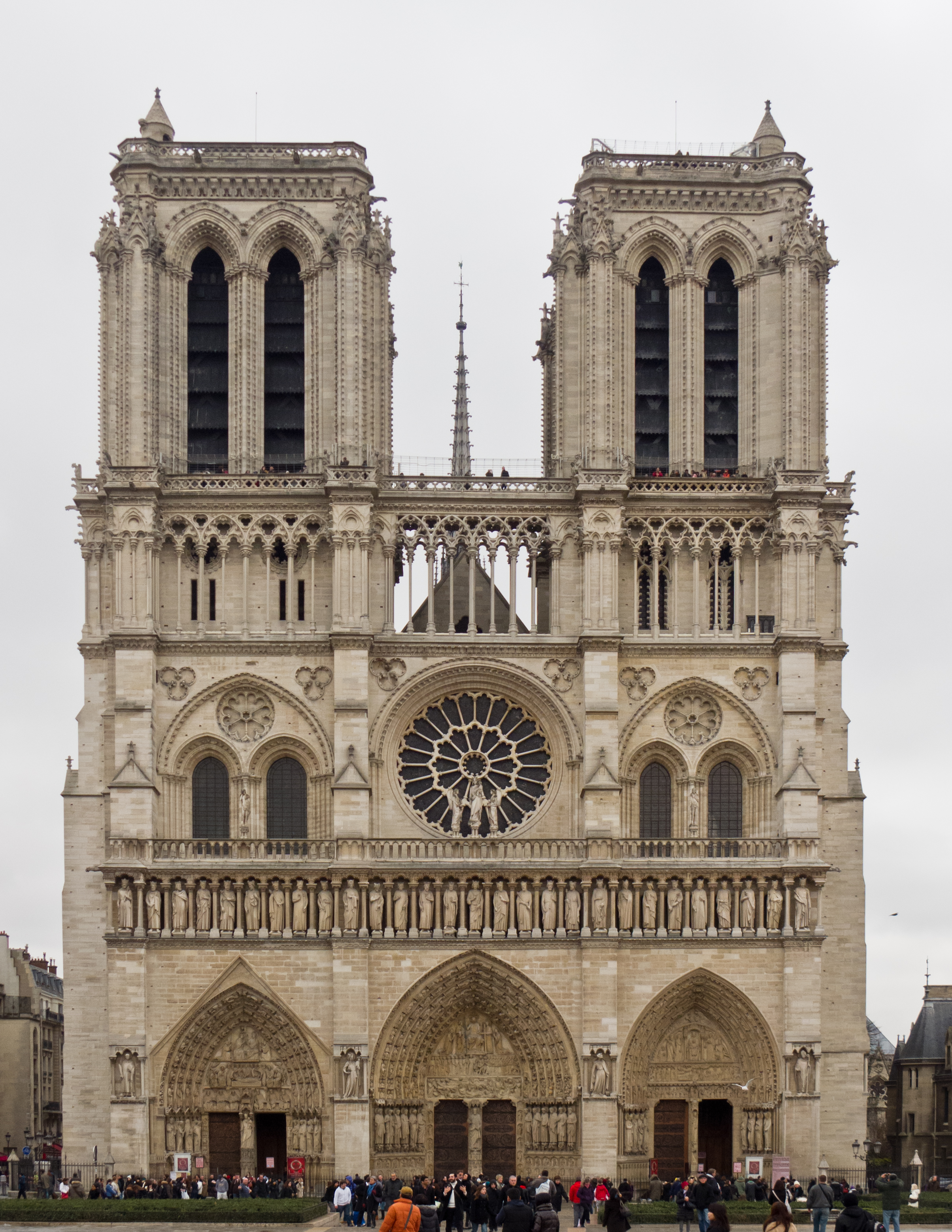
Собор Паризької Богоматері
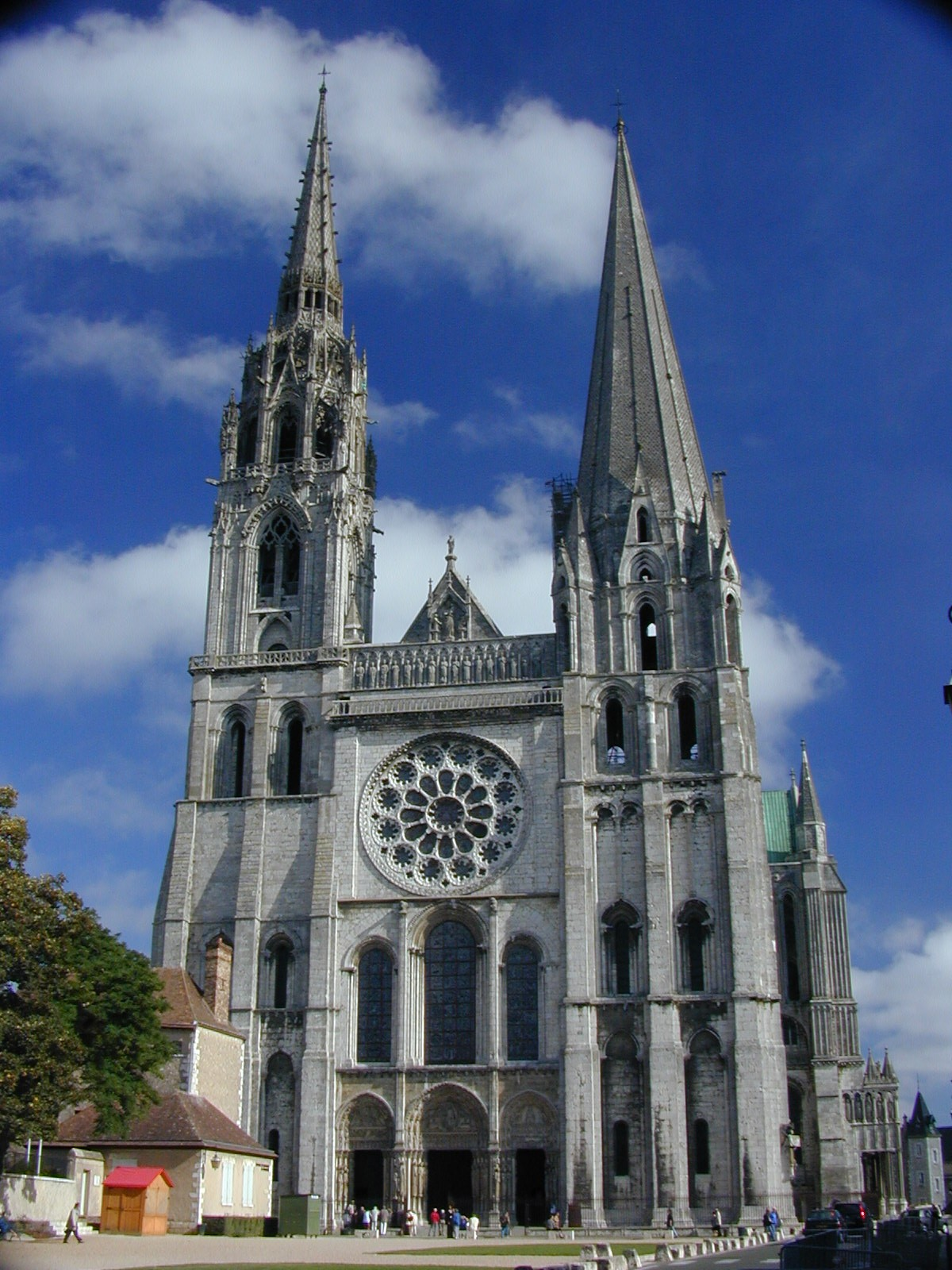
Шартрський собор, Франція
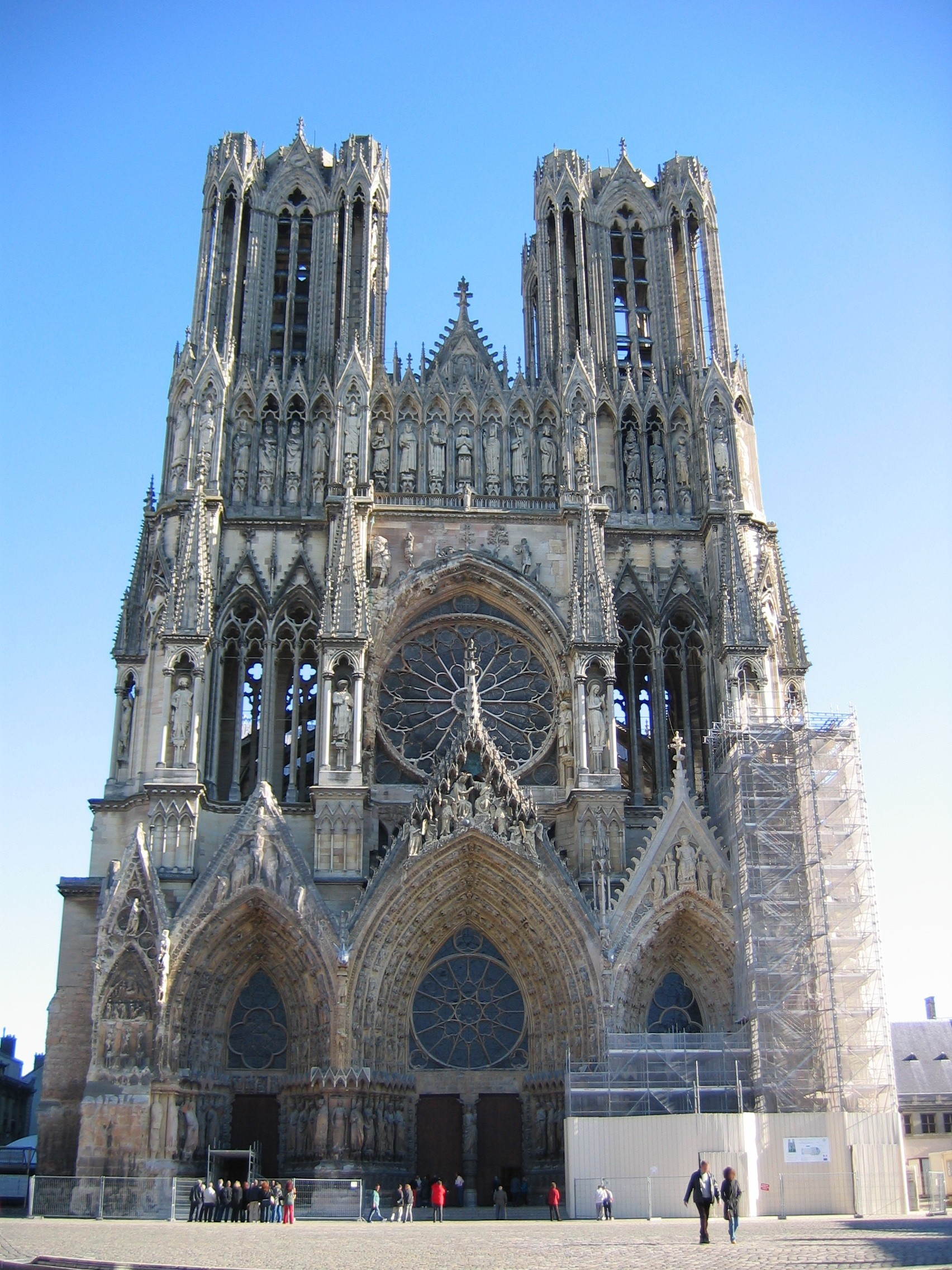
Реймський собор, Франція
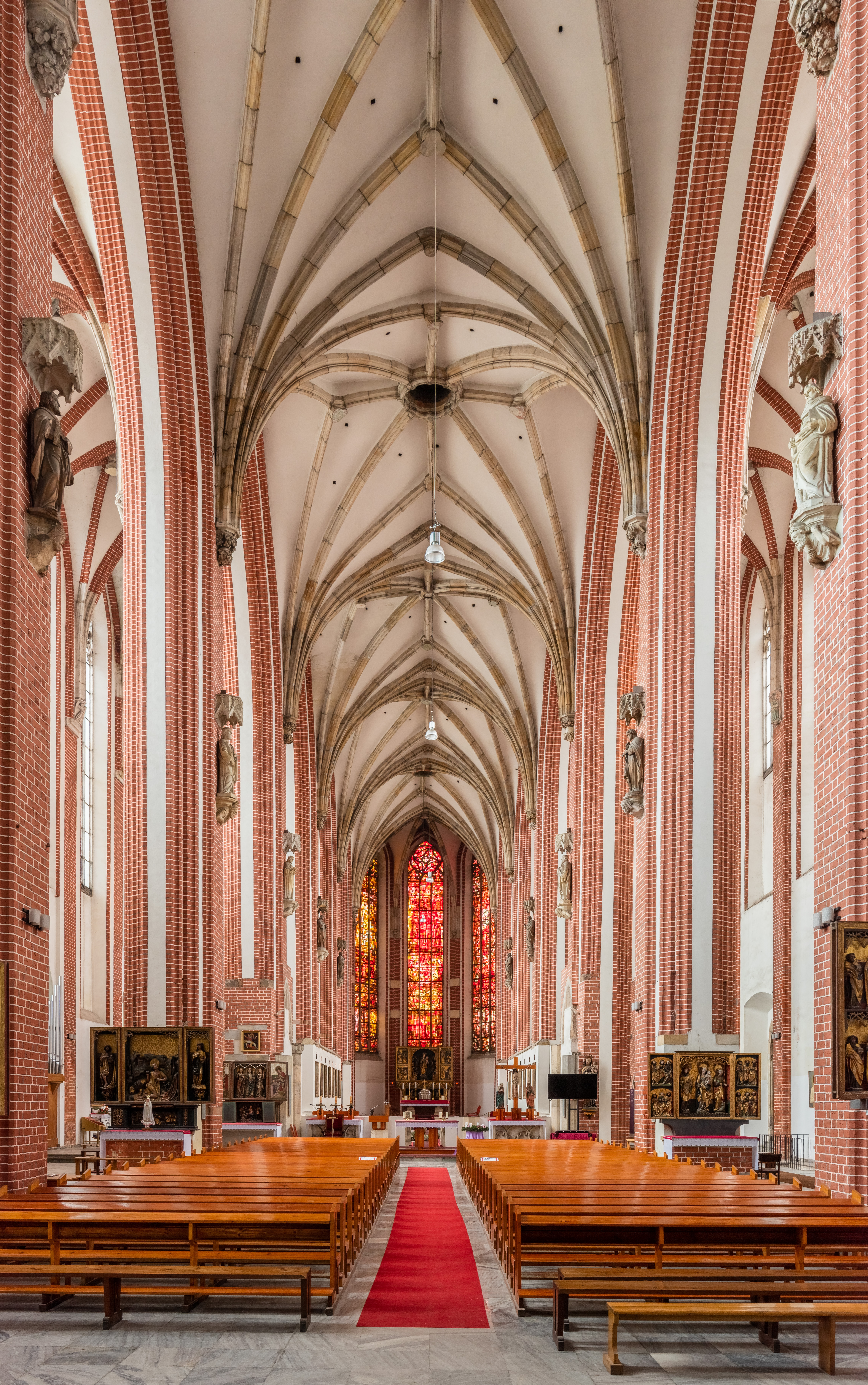
Церква на Пяску, Вроцлав, Польща

### Символіка готичного храму
У XII ст. абат Сугерій, який служив у першому готичному соборі Абатство Сен-Дені в Іль-де-Франс, написав трактат «Про освяченні церкви Сен-Дені», де описав символічність всіх елементів архітектури готичного собору. За Сюжером (французький еквівалент вимови «Сугерій») храм — це корабель, що символізує Всесвіт. Витягнутий інтер'єр храму — неф (nef), по французьки — navis, перекладається як корабель. Цей Всесвіт ділиться поясом вітражів у верхній частині храму, і масивом стін в нижній, на горний (небесний) і Дольний (земний) світ, відповідно. Стіни храму — як обителі Божої, дематеріалізуются рельєфним і скульптурним ажуром. Такий конструктивний елемент як арка символізує розрив круговороту часу, адже в цілому образ готичного храму також несе смислове навантаження про швидкоплинність і кінець часу (в той час народ Середньовіччя перебував напередодні швидкого кінця світу). Готична троянда — символізує колесо Фортуни і висловлює циклічність часу. В унікальних готичних вітражах у вікні-троянді можна розгледіти сцени, що відсилають до круговороту часу. Світло, яке проникає через яскраві вітражні скла позначає Божественне світло, Божественне провидіння (див. Фаворське світло). Споглядаючи вітражі людина відсторонюється від матеріального, тілесного, людського світу і «потрапляє» в іманентний, духовний, Божественний світ.

## Архітектура

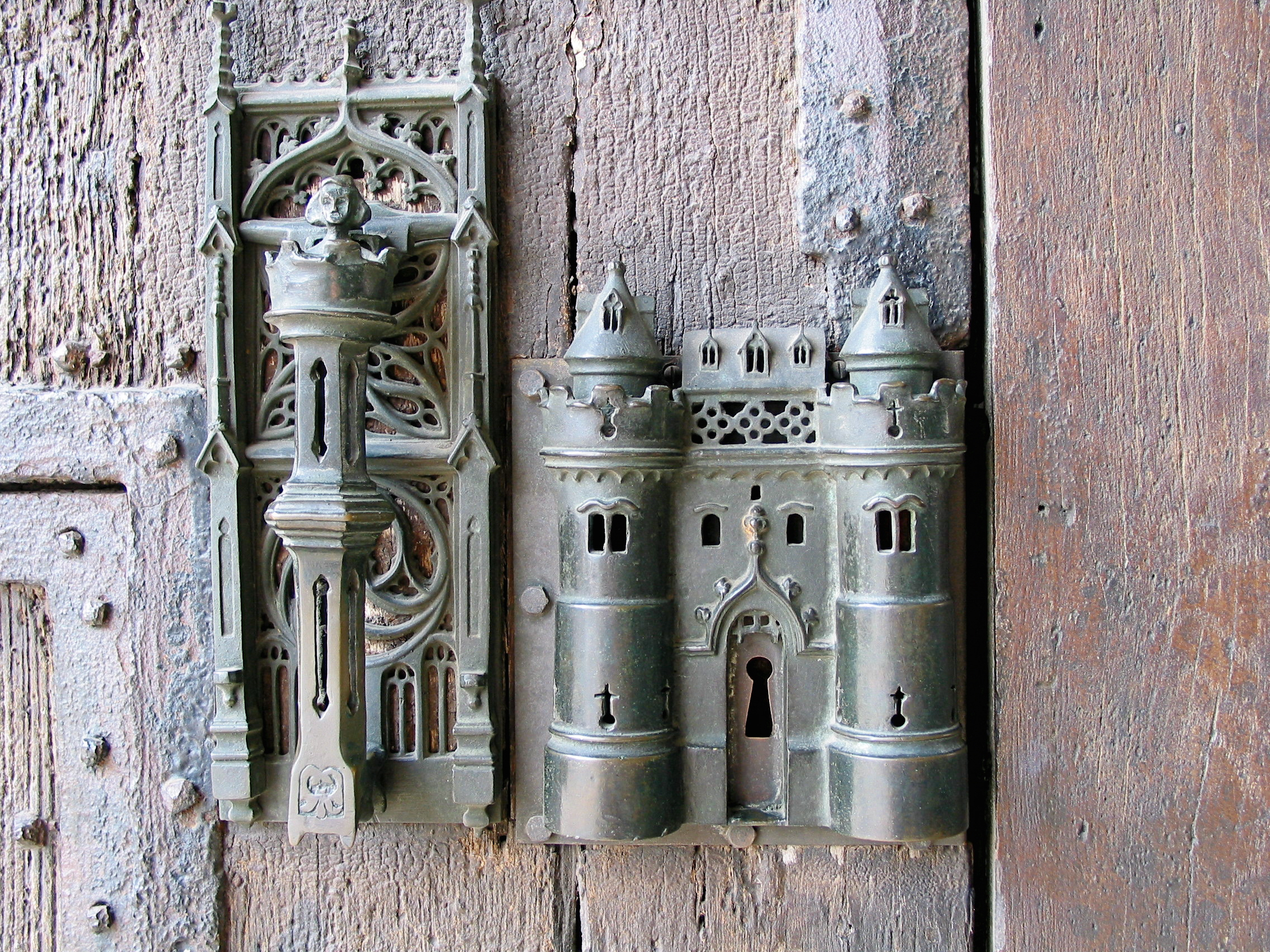
Отвір для ключа та ручка. Місто Монс, Бельгія.

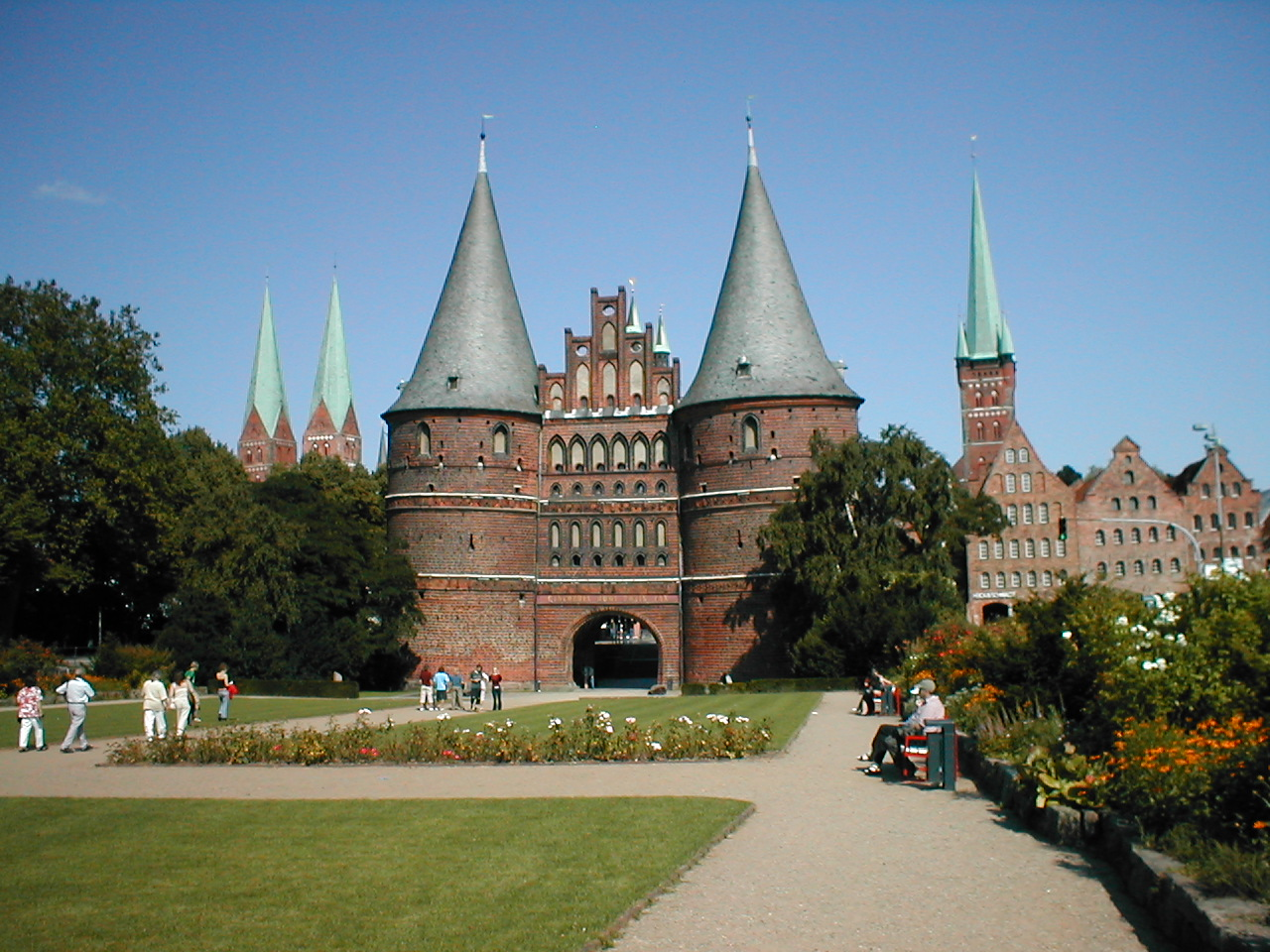
Любек, Німеччина, готичні Голштинські ворота.

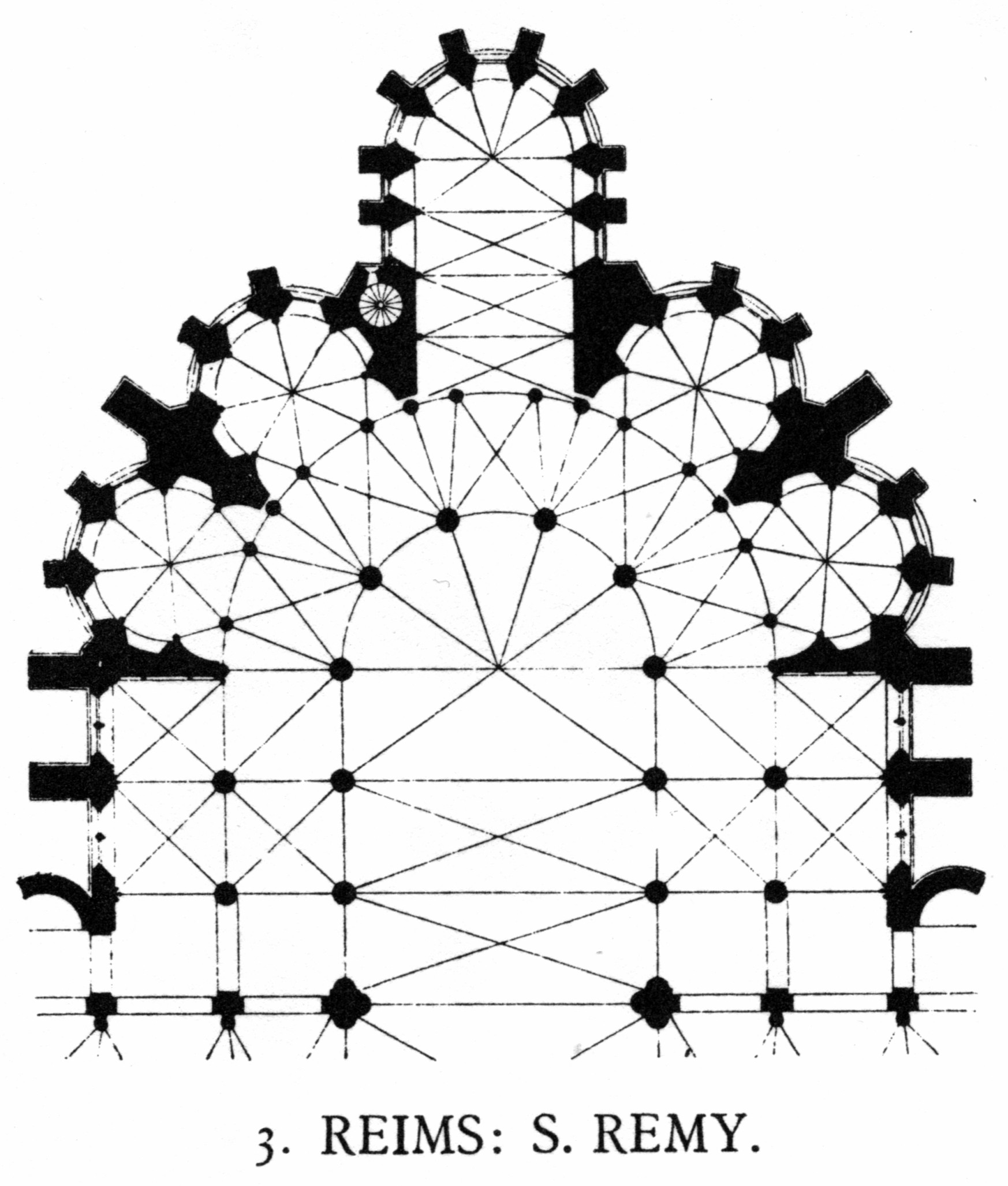
Вінець каплиць, собор Св. Ремі, Реймс.

Для готики характерний символіко-алегоричний тип відображення. Від романського стилю готика успадкувала верховенство архітектури в системі мистецтв і традиційні типи будинків.
Особливе місце в мистецтві готики західноєвропейських країн займав міський собор — вищий зразок синтезу архітектури, скульптури і живопису (переважно вітражів). Непорівнянний простір собору, вертикалізм його веж і зводів, підпорядкування скульптури ритмам динамічності архітектури, багатобарвне сяйво вітражів робили сильний емоційний вплив на віруючих.
Розвиток мистецтва готики відбивав і кардинальні зміни в структурі середньовічного суспільства: початок формування централізованих держав, ріст і зміцнення міст, висування світських сил, торгових і ремісничих, а також придворно-лицарських кіл. В міру розвитку суспільної свідомості, ремесла і техніки, слабшали підвалини середньовічних релігійно-догматичних світоглядів, розширювалися можливості пізнання і естетичного осмислення реального світу; складалися нові архітектурні типи і тектонічна система. Інтенсивно розвивалися містобудування і цивільна архітектура, переважно замкова та фортифікаційна.
Міські архітектурні ансамблі західноєвропейських країн включали культові і світські будинки, фортеці, мости, колодязі.
Головна міська площа часто оббудовувалася будинками з аркадами, торговими і складськими приміщеннями в нижніх поверхах. Від площі розходилися головні вулиці, вузькі фасади двох-, рідше трьохповерхових будинків з високими, фронтонами вибудовувалися уздовж вулиць і набережних. Міста оточувалися могутніми стінами з багатоприкрашеними проїзними вежами. Замки феодалів поступово перетворювалися в складні комплекси фортець, палацових і культурних споруджень.

Звичайно в центрі міста західноєвропейських країн, пануючи над його забудовою, знаходився собор, який ставав осередком як церковного, та і міського життя. У ньому поряд з богослужінням влаштовувалися богословські диспути, розігрувалися містерії, відбувалися збори городян.

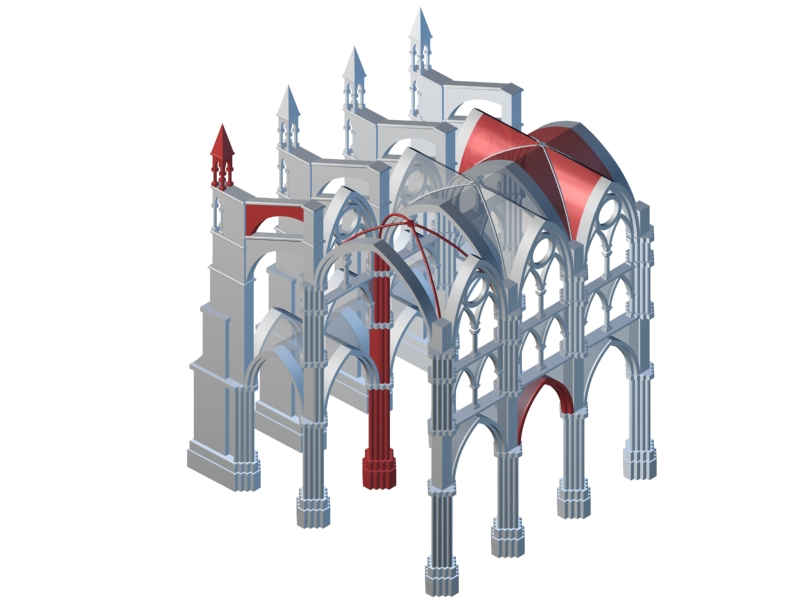
Храм в готичному стилі. Схема

Собор мислився свого роду зводом знання (головним чином богословського), символом Всесвіту, а його художній лад, що сполучив урочисту велич з жагучою динамікою, достаток пластичних мотивів зі строгою ієрархічною системою їхньої супідрядності, виражав не тільки ідеї середньовічної суспільної ієрархії і влади божественних сил над людиною, але і зростаюче самосвідомість городян, каркас зі стовпів (у зрілій Готиці — пучка колон) і стрілчастих арок, що спираються на них.
Структура будинку складається з прямокутних осередків (травей), обмежених 4 стовпами і 4 арками, що разом з арками-нервюрами утворять ост хрестового склепіння, заповненого полегшеними невеликими склепіннями — розпалубками.
Бічний розпір склепіння головного нефа (або нави) передається за допомогою опорних арок (аркбутанів) на зовнішні стовпи — контрфорси. Звільнені від навантаження стіни в проміжках між стовпами прорізаються арковими вікнами. Нейтралізація розпору склепіння за рахунок винесення назовні основних конструктивних елементів дозволила створити відчуття легкості і творча велич зусиль людського колективу.
У Франції кам'яні готичні собори — одержали свою класичну форму. Як правило, це 3–5 нефні базиліки з поперечним нефом — трансептом і напівкруговим обходом хору («деамбулаторієм»), до якого примикають радіальні каплиці («вінець капел»). Їх високий і просторий інтер'єр зазвичай осяяний кольоровим мерехтінням вітражів. Враження нестримного руху вгору і до вівтаря створюється рядами струнких стовпів, могутнім злетом гострих стрілчастих арок, прискореним ритмом аркад верхньої галереї (трифорія). Завдяки контрасту високого головних і напівтемних бічних нефів виникає мальовниче багатство аспектів, відчуття безмежності і величі храмового простору.
На фасадах соборів варіюються стрілчасті арки і багаті архітектурно-пластичні декорації, деталі — візерункові вимперги, фіали, краббі і т. д. Статуї на консолях перед колонками порталів і в їх верхній арковій галереї, рельєфи на цоколях і в тимпанах порталів, а також на капітелях колон утворять цілісну символічну сюжетну систему, у котру входять персонажі й епізоди Священного писання, алегоричні образи. Найкращі здобутки готичної пластики — декор, статуї фасадів соборів у Шартрі, Реймсі, Ам'єні, Страсбурзі перейняті одухотвореною красою, щирістю і шляхетністю.

## Скульптура
Скульптура грала величезну роль в створенні образу готичного собору. У Франції вона оформляла переважно його зовнішні стіни. Десятки тисяч скульптур, від цоколя до пінаклей, населяють собор зрілої готики.
Взаємовідносини скульптури і архітектури в готиці інше, ніж в романському мистецтві. У формальному відношенні готична скульптура набагато самостійніша. Вона не підпорядкована настільки площині стіни і тим більше оздоблення, як це було в романський період. У готику активно розвивається кругла монументальна пластика. Але при цьому готична скульптура — невіддільна частина ансамблю собору, вона — частина архітектурної форми, оскільки разом з архітектурними елементами висловлює рух будівлі вгору, його тектонічний сенс. І, створюючи імпульсивну гру із світлом, вона своєю чергою оживляє, одухотворяє архітектурні маси і сприяє взаємодії їх з повітряним середовищем.
Скульптура пізньої готики зазнала великий вплив італійського мистецтва. Приблизно в 1400 році Клаус Слютер створив ряд значних скульптурних робіт для Філіпа Бургундського, такі як Мадонна фасаду церкви поховання Філіппа і фігури Криниці Пророків (1395–1404) в Шаммоле близько Діжона. У Німеччині добре відомі роботи Тильмана Ріменшнайдера, Віта Ствоша і Адама Крафта.

## Живопис
Готичний напрям в живописі розвинувся через кілька десятиліть після появи елементів стилю в архітектурі і скульптурі. В Англії та Франції перехід від романського стилю до готичного стався близько 1200 року в Німеччині — в 1220-х роках, а в Італії найпізніше — близько 1300 року.
Одним з основних напрямків готичної живопису став вітраж, який поступово витіснив фресковий живопис. Техніка вітража залишилася такою ж, як і в попередню епоху, але колірна гамма стала набагато багатше і яскравіше, а сюжети складніше — поряд із зображеннями релігійних сюжетів з'явилися вітражі на побутові теми. Крім того в вітражах стали використовувати не тільки кольорове, але і безбарвне скло.
На період готики припав розквіт книжкової мініатюри. З появою світської літератури (лицарські романи та ін.) Розширилося коло ілюстрованих рукописів, також створювалися багато ілюстровані часослови і псалтирі для домашнього користування. Художники стали прагнути до достовірнішого і детальнішого відтворення натури. Яскравими представниками готичної книжкової мініатюри є брати Лімбург, придворні мініатюристи герцога де Беррі, які створили знаменитий «Чудовий часослов герцога Беррійського» (близько 1411–1416). Яскравим представником книжкової мініатюри кінця XV — початку XVI століття був Робіна Тестар, який працював при дворі графів Агулемских.
Розвивається жанр портрета — замість умовно-абстрактного зображення моделі художник створює образ, наділений індивідуальними, властивими конкретній людині рисами. Прикладом може служити творчість Майстра графині Уорік і його «Портрет Едварда Віндзора, 3-го барона Віндзора, його дружини, Кетрін де Вер, і їх сім'ї», що демонструє повсякденне життя англійської провінційної аристократії.
Завершується майже тисячолітнє панування візантійських канонів в образотворчому мистецтві. Джотто в циклі фресок Капели Скровеньи зображує людей в профіль, поміщає на першому плані фігури спиною до глядача, порушуючи табу візантійського живопису на будь-який ракурс крім фронтального. Він змушує своїх героїв жестикулювати, створює простір, в якому рухається людина. Новаторство Джотто проявляється і в його зверненні до людських емоцій.
З останньої чверті XIV століття в образотворчому мистецтві Європи панує стиль, названий пізніше інтернаціональної готикою. Цей період став перехідним до живопису Проторенессанса.

## Декоративно-прикладне мистецтво

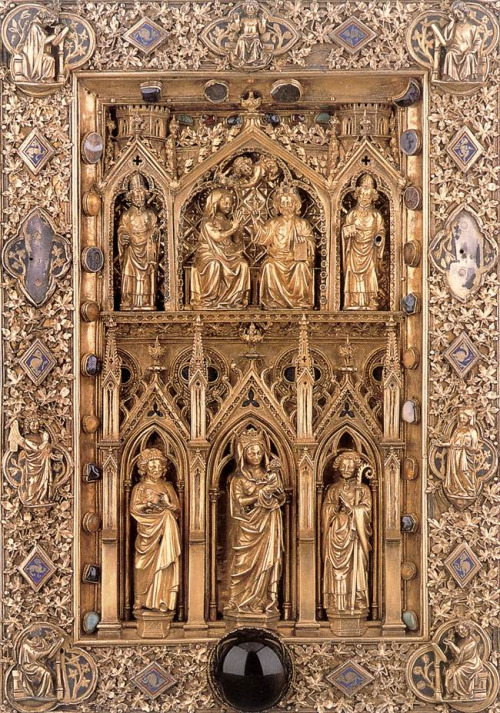
Ювелірна обкладинка євангелія, Німеччина, середина 13 ст.

Епоха пізнього Середньовіччя характеризується розквітом міської культури, розвитком торгівлі, ремесел. З середини XIII століття починається будівництво будівель світського призначення — міських ратуш, ринків, цехових будинків, а також розкішних замків знаті. Всі елементи екстер'єру та інтер'єру споруд підпорядковувалися готичної архітектурній формі. Одним з найбільших європейських замків епохи є Авиньонский папський палац (1334–1364). Як і інші інтер'єри Середньовіччя, оздоблення Папського палацу збереглося лише частково. Цікаві «шпалерні» розписи стін, що зображують сцени полювання та рибної ловлі, виконані під керівництвом Маттео Джованетті.
Який прийшов через мусульманський Схід художнє ткацтво отримало спочатку розвиток в Скандинавії і Німеччини. Тут шпалера не тільки прикрашала інтер'єр, але і виконувала функції захисту від протягів, утеплення приміщення. З кінця XIV століття виробництво шпалер в Європі стало найважливішою галуззю художнього ремесла. Виникають великі мануфактури в Парижі, пізніше в Аррасі. Одним з видатних творів пізнього Середньовіччя, яке можна порівняти з кращими зразками фрескового живопису, є серія шпалер на сюжети Апокаліпсису, так званий Анжерський апокаліпсис (1370–1375), створена на замовлення Людовика I Анжуйського. Підготовчі малюнки були виконані мініатюристом Еннекеном з Брюгге. Зразком послужили мініатюри X століття з «Коментаря до Апокаліпсису» Беатуса з Льебана. Роботу виконали паризькі майстри під керівництвом ткача Карла V Нікола Батая. Шпалери зберігають площинне зображення, підкреслену двомірність простору мініатюр «Коментаря». Тема протиборства людини і сил зла в порівнянні з першоджерелом вирішена в мажорномішу ключі, з яскраво вираженою фольклорної основою.
У XIII столітті традиції готики знаходять своє відображення в мистецтві книжкової мініатюри паризької школи, найвідомішим зразком якої є ілюстрований Псалтир Людовика Святого.

## Меблі
Дрессуар — посудна шафа, виріб меблів пізньої готики. Нерідко покривався розписом.
Меблі епохи готики прості і ґрунтовні в прямому сенсі цього слова. Наприклад, одяг і предмети побуту вперше починають зберігати в шафах (в античності для цих цілей використовували суто скрині). Таким чином, до кінця епохи Середньовіччя з'являються прототипи основних сучасних предметів меблів: шафи, ліжка, крісла.
Одним з найпоширеніших прийомів виготовлення меблів була рамочно-фільонки в'язка. Як матеріал на півночі і заході Європи використовували переважно місцеві породи деревини — дуб, горіх, а на півдні (Тіроль) і на сході — ялину й сосну, а також модрину, європейський кедр, ялівець.

## Мода
Епоха Хрестових походів зробила переворот в збройовій справі. Європейці познайомилися на Сході з легкої і куванням сталлю. Важкі кольчуги витісняються новим типом обладунків: з'єднані шарнірами шматки металу здатні покрити поверхню складного обриси і залишити достатню свободу руху. Конструкція нових обладунків спричинила за собою появу нових форм європейського одягу. У цей час були створені майже всі відомі нині способи крою. Готична мода, на відміну від попередньої вільної «рубашкообразной» романської, проявилася в складному і облягаючому крої одягу.
Вершини свого розвитку готичний костюм досягає наприкінці XIV–XV ст., Коли по всій Європі поширилася мода, створена при Бургундському дворі. У XIV столітті коротшає чоловічий одяг: тепер довгі одягу носять тільки літні люди, лікарі, суддівські. Куртка (з кінця XIV століття), вузькі шосси, короткий плащ — одяг втілює естетичний ідеал епохи — образ стрункого парубка, галантного кавалера. У жіночому одязі відбувається відділення спідниці від ліфа. Ширина спідниці збільшується додатковими вставками тканини. Верхня частина костюма — вузький ліф з вузькими довгими рукавами, трикутним вирізом на грудях і спині. Корпус жінки відхилений назад, утворюючи S-подібний силует, який отримав назву «готичної кривої». Подібно архітектурі того періоду готична одяг отримала вертикальну спрямованість: прямовисні кінці верхніх рукавів, гострі манжети, пах, складні каркасні головні убори, витягнуті догори (АТУР) і гостроносі черевики цю тенденцію підкреслювали. Найпопулярнішим і дорогим кольором був жовтий, який вважався чоловічим.

## Стиль наприкінці XIV століття
У XIV столітті бурхливий розвиток європейських міст стимулював демократизацію готики, її застосування в позакультовій архітектурі. Елементи готичного стилю починають використовувати навіть у предметах повсякденного вжитку (меблі). Історія мистецтва оперує поняттями «англійська, французька, німецька готика».
Протягом подальшої (від XIV ст.) історії ставлення до готики було неоднозначне. Приблизно до середини XVIII століття готика асоціювалася з «варварським мистецтвом», сприймалася як порушення художнього смаку, симетрії й пропорцій. Вважалося, що готичне мистецтво принижує людину, викликає почуття страху та приреченості. Приязнь у сприйнятті готики пов'язана з ідеологією німецького й французького романтизму, які наново «відкрили» цей стиль, наголосивши на її здатності пробуджувати в людини почуття піднесеного, величного захоплення. Значення готики в історії європейської культури було підкреслено й у XIX–XX століттях появою неоготичних тенденцій у мистецтві багатьох країн Європи (неоготика Чехії, Німеччини, Англії, Угорщини, Польщі, навіть України).

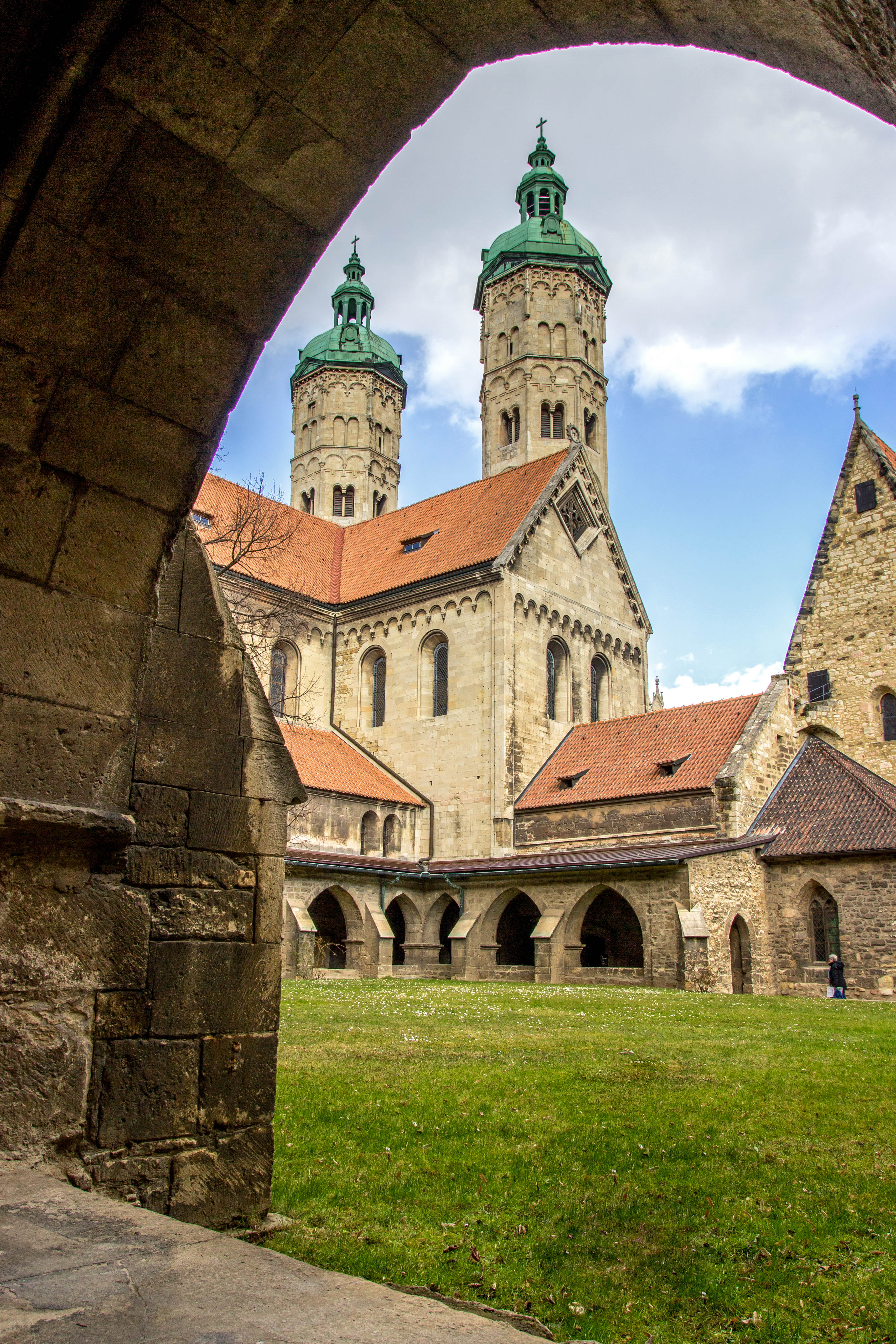
Наумбурзький собор

У творенні нової архітектури провідну роль відіграли ченці, а маршрути прощі полегшили обмін ідеями. Зі зростанням нових міст на заході виявилася тенденція до перетворення романського стилю на готичний. Власне, пізньороманський стиль витворив усі формальні передумови готики (стрілчаста арка, аркбутан, ребристе склепіння). Бракувало лише нового поштовху до розуміння простору в русі, що переймав усі маси й відкривав нові напрямки розвитку дії. Подибуваний у Даремі подвійний ефект (рух уздовж та вгору) треба було зробити якомога динамічнішим і легшим, аби вірника у костелі поривало водночас до вівтаря і вгору, до неба. Це потребувало нової сукупності напруг і звільнюючих ритмів, і вони з'явилися на хорах Сен-Дені у сорокових роках XII ст. Рух до вівтаря опоряджувався багатими новоствореними ритмами, одначе у першу чергу підкреслювалась вертикаль. Гармонійний всесвіт романського стилю перетворився на динамічний, спрямований угору всесвіт готики: знову тріумфував образ небесної гори. Поривання угору остаточно зосередилося у шпилі.
Зовнішні особливості узгоджувалися з внутрішніми: було видно, як споруда збиралася докупи й підносилась. Проте усередині передусім наголошувалося на емоційному враженні. Якщо з зовнішнього боку то була священна гора, яка радо дотикалася неба, то у внутрішній порожняві (ще — горбок Венери, відьомський пагорб) розташовувався цілий світ ритмічних форм, які водночас звільнювали і сковували глядача. Сторіччя, що породило готику, було також великою добою схоластичної науки, спроб створити енциклопедичні системи знання, яке гармонувало з природною і духовною дійсністю, Історією та Божим заміром, розумом і вірою, а також визначало місце людини у всесвіті. Подібним чином і кафедра була водночас алегоричною і органічною космічною звісткою.
Для Північної Європи характерна цегляна готика. Найзнаменитішим циклом скульптур періоду готики незаперечно вважається скульптурний декор собору в Наумбурзі. Рельєфи «Страстей Христових», зображені на огорожі західного хору («Таємна вечеря», «Зрадництво Юди», «Взяття під варту»), сповнені надзвичайного драматизму, реальності подій, проникливої достовірності. У самому приміщенні хору наумбурзькі майстри поставили 12 статуй засновників храму. Це ціла галерея людських характерів, дуже різних і протиставлених один одному.

### Готика Польщі
Польща також здійснила значний поступ у культурному розвитку, особливо після остаточного відновлення в XIV ст. власного королівства. Географічні умови, насамперед значна віддаленість від розвинених культурних центрів Західної Європи, і політична роздробленість призвели до того, що польські досягнення в галузі культури аж до початку XVI ст. не були не значним, як досягнення чеських майстрів. Крім того, цей поступ у Польщі очолювало духовенство; темпи підготовки місцевих священиків для заміни іноземних місіонерів були повільними, а поширення християнського способу життя після першого спалаху ентузіазму за правління Болеслава Великого було досить важким.
Найдавнішими скульптурними пам'ятками Польщі є оздоблення романських церков, зокрема бронзова брама собору в Гнєзно (1129–1137) і двері собору в Плоцьку. Готичні скульптурні пам'ятки датуються XIV–XV ст. Найвідоміші з них — статуї князів династії П'ястів, що збереглися у Вроцлаві, Ополі, Кресобожі, Любуші й Кракові. Із середини XIV ст. значного розвитку у Польщі набуло різьбярство. До наших часів збереглося кілька гарних зразків різьблених дерев'яних вівтарів (вівтар Віта Ствоша в Кракові).
До найкращих зразків живопису належать мініатюри та орнаменти в манускрипті, що містить житіє св. Ядвіги, створені Миколаєм Пруссом (1353 р.). Богемське мистецтво мініатюри, що було поєднанням французької та італійської традицій з оригінальними чеськими елементами, сягнуло Польщі лише в XV ст.

## Пізня готика
У пізньоготичній німецькій скульптурі багато патетики, з'являються манірність, претензійність, надмірна витонченість, поєднання релігійної екзальтації з жорстокою натуралістичністю (дерев'яні скульптури «Розп'ятий» і «Оплакуваний»). Культура середньовіччя, яка існувала тисячоліття, висунула нове коло ідей та образів, нові естетичні ідеали, нові художні прийоми. Надихаючись духом християнства, мистецтво цього часу глибоко проникло у внутрішній світ людини. Інтерес мистецтва середньовіччя до духовності був величезним. Мислителі й художники цієї пори так само, як і в античності, прагнули гармонії, міркували про розумне влаштування світу. Але виражали це специфічно, абстрактнішою мовою.